# توکاخندان گوش‌بلوطی
توکاخندان گوش‌بلوطی (انگلیسی: Chestnut-eared laughingthrush) یک گونه پرنده از خانواده توکایان خندان است که در کشورهای ویتنام و لائوس زیست می‌کنند.
این پرنده که ۲۲ سانتی‌متر طول دارد زیستگاه اصلی آن در جنگل‌های کوهستانی مرطوب گرمسیری و نیمه‌گرمسیری است.